# الموهارين
بلدية الموهارين (بالإسبانية: Almoharín)‏، هي بلدية تقع في مقاطعة قصرش والتي تقع في منطقة إكستريمادورا، غرب إسبانيا.
يبلغ عدد سكانها 2.142 نسمة وفقاً لإحصائية سنة (2002).